# Бургеля

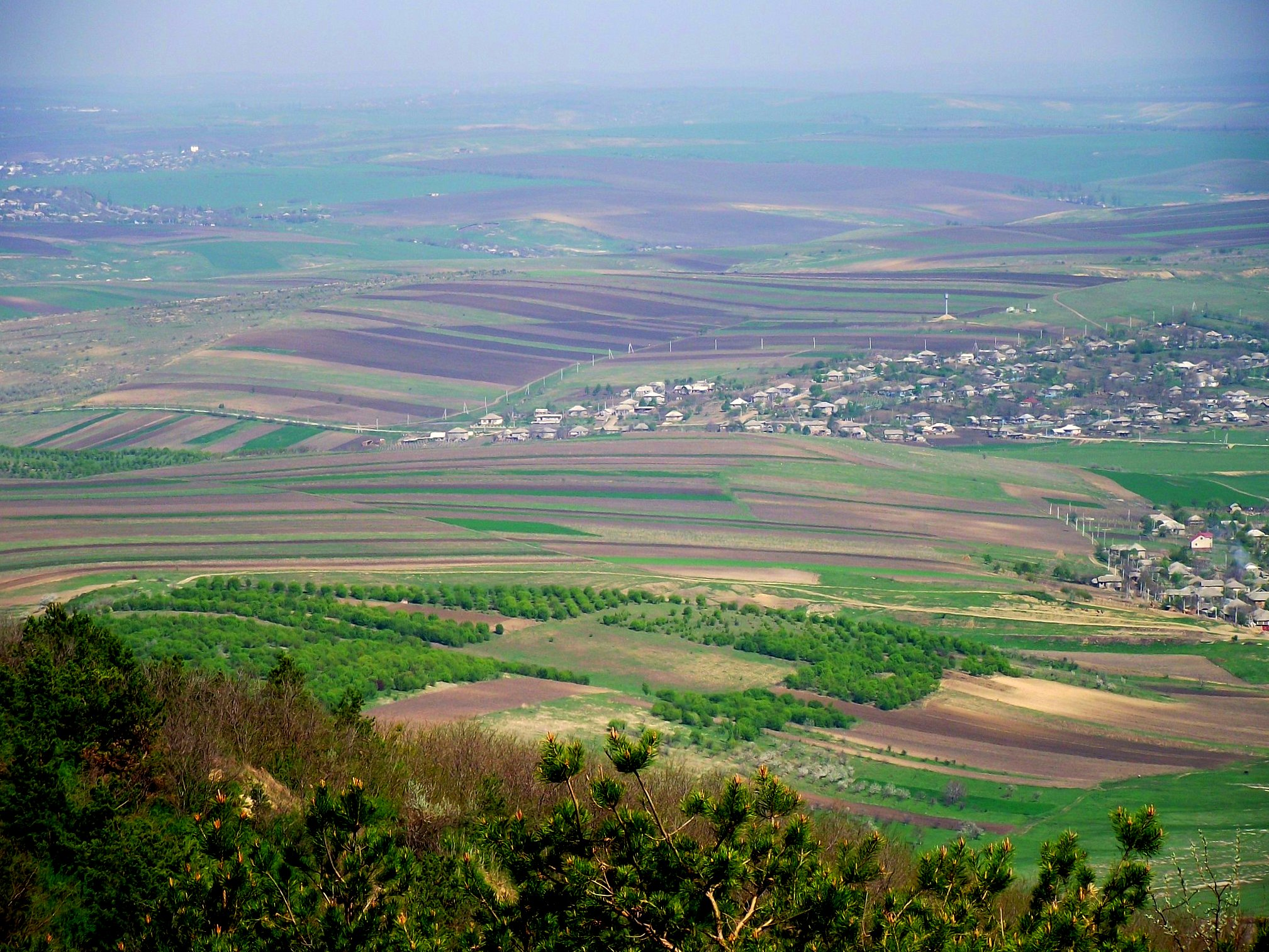
Село Бургеля, панорама

Бургеля (рум. Burghelea) — село в Фалештском районе Молдавии. Наряду с сёлами Ишкэлэу и Долту входит в состав коммуны Ишкэлэу.

## География
Село расположено на высоте 86 метров над уровнем моря.

## Население
По данным переписи населения 2004 года, в селе Бургеля проживает 660 человек (322 мужчины, 338 женщин).
Этнический состав села:
| Национальность | Число жителей | Процентный состав |
| -------------- | ------------- | ----------------- |
| молдаване      | 658           | 99.7              |
| украинцы       | 1             | 0.15              |
| русские        | 1             | 0.15              |
| Всего          | 660           | 100%              |